# 北海道自然の村
北海道自然の村（ほっかいどうしぜんのむら）は「任意団体国鉄北海道自然の村」、国鉄民営化後は「北海道自然の村」が北海道各地で展開していた子供向けツアーの総称である。1979年から2011年まで催行された。

## 概要
青少年の非行化が社会問題になっていた70年代、都会の子供たちの自然体験の減少を憂いた国鉄・北海道開発庁・気象庁などのOBが、子供たちに北海道の自然の中で団体生活を体験し心身の逞しさを体得してほしいという思いから、「任意団体国鉄北海道自然の村」を設立。1979年から「国鉄北海道自然の村」を各地で開村（催行）した。国鉄の直接関与は無かったが、国鉄という名称の貸与や料金の特認割引等で協力した。
内容は、夏休み等を利用して主に関東在住の小学4年生～中学3年生までの男女が、新幹線や特急、青函連絡船等の公共交通機関を乗り継ぎ北海道各地まで移動。その後、廃校等を利用した「村」と呼ばれる宿泊施設を拠点 に自然をテーマとした様々なレクリエーションを体験するという9泊10日を基本とした体験型ツアーであった。自然学校の一種とも言える。「村」は各地に設定されており、期間中は一つの「村」に滞在することになる。「村」間の移動は無い。
1987年の国鉄民営化後は団体名とツアー名も「国鉄」を省き「北海道自然の村」に変更。JR北海道とJR東日本も協賛し、主催も担当した。1988年からは同年デビューした寝台特急北斗星（後年は臨時寝台特急エルムも利用）が北海道との往復に利用 されるようになると、予約困難な人気列車に確実に乗れるとあってその乗車目的で参加する子供も少なからずいた。
各「村」では役場、教育委員会や周辺住民が全面サポートし、地域の特徴を生かしたツアーが展開された。また期間中は、普段は親任せの掃除、洗濯や食事の準備等を子供達だけで行う必要があり、親の有難さを感じる子供も少なくなかったという。参加者は80年代後半に最盛期を迎え、各「村」で40人～50人 に達した。
しかし90年代後半になると、娯楽の多様化や少子化、9泊10日という長期間が敬遠されるようになり参加者は減少。晩年は期間を短縮したり、片道は航空機を利用するなど対策を施したが参加者の減少は止まらず、多くの「村」が閉村となった。最後まで開村されていたのが「アポイ自然の村」だったが2011年に閉村 され、「北海道自然の村」は事業終了。32年の歴史に幕を閉じた。参加した子供たちは全「村」合わせて延べ6,000人以上 に上った。

## 参加者と発着地
全国の小学4年生～中学3年生までの男女。晩年は小学3年生～中学3年生だった。発着地は東京または札幌のみであったが、途中駅で乗降車する東北在住の子供も少数いた。32年間という長期に渡り催行されたので親子2代で参加したという家庭も少なくない。
現地では「村長」と呼ばれる地元の人間が1人責任者となり、その配下に過去「村」に参加した大学生等を中心としたOB・OGが「リーダー」として東京発着まで同行。最盛期には各「村」には5人～6人のリーダー がおり、1人あたり子供10人前後をサポートをしていた。

## 特徴
- ツアー期間は9泊10日（本州⇔北海道の移動期間含む）。晩年は「村」によって短縮され、6泊7日（サロベツ[7]）、7泊8日（アポイ[5]、遠軽）になっていた。
- 参加中の子供たちは専用の緑色の帽子を被らなくてはならない。(村長とリーダーの帽子は青だった。）
- 日中は自然をテーマとした様々なレクリエーションの実施。
- 宿泊地は廃校になった学校。
- 就寝時は寝袋を利用（「村」によっては用意が無く、持参の必要があった。）。
- 掃除、洗濯（基本手洗い）、一部食事の用意は子供たち自ら行う。
- TVを見ることが出来ない[8]。
- ジュースやお菓子等を飲食することが出来ない[8]。
- ゲーム、マンガ、雑誌等の娯楽品の持参も出来ない。
- 財布はお土産購入時以外は使えず、それ以外は各リーダーに預けなければならない。
- 80年代90年代は使い捨てカメラの持参は許可されていた。
- 最終日に大きなプラスチックの板に各自寄書をした。閉村後の寄書の多くは所在不明だが、宿泊地となった学校に現存している所もある。

## 参加費用（夏季）
9泊10日で10万円前後。期間短縮された晩年は8万円前後であった。

## 参加後
数カ月後、各リーダーが撮った写真の注文会を兼ねた同村会が都内で開かれていた。

## 実施されていた自然の村
| 村名                     | 活動場所 | 開村年 | 閉村年 | 実施時期 | 備考                                                               |
| ------------------------ | -------- | ------ | ------ | -------- | ------------------------------------------------------------------ |
| アポイ自然の村           | 様似町   | 1980年 | 2011年 | 夏       | 2002年は未実施。独自の歌があり、朝、目覚まし代わりに校内で流れた。 |
| 占冠自然の村             | 占冠村   | 1980年 |        | 夏       |                                                                    |
| 押帯（本別）自然の村     | 本別町   | 1981年 |        | 夏       |                                                                    |
| 遠軽自然の村             | 遠軽町   | 1984年 | 2007年 | 夏       |                                                                    |
| サロベツ自然の村         | 豊富町   | 1985年 |        | 夏       |                                                                    |
| 清水自然の村             |          |        |        | 夏       |                                                                    |
| 熊石自然の村             |          |        |        | 夏       |                                                                    |
| 島牧自然の村             |          |        |        | 夏       |                                                                    |
| 夕張（南富良野）自然の村 |          |        |        | 夏       |                                                                    |
| 美瑛自然の村             |          |        |        | 冬       |                                                                    |